# Haberskirchen

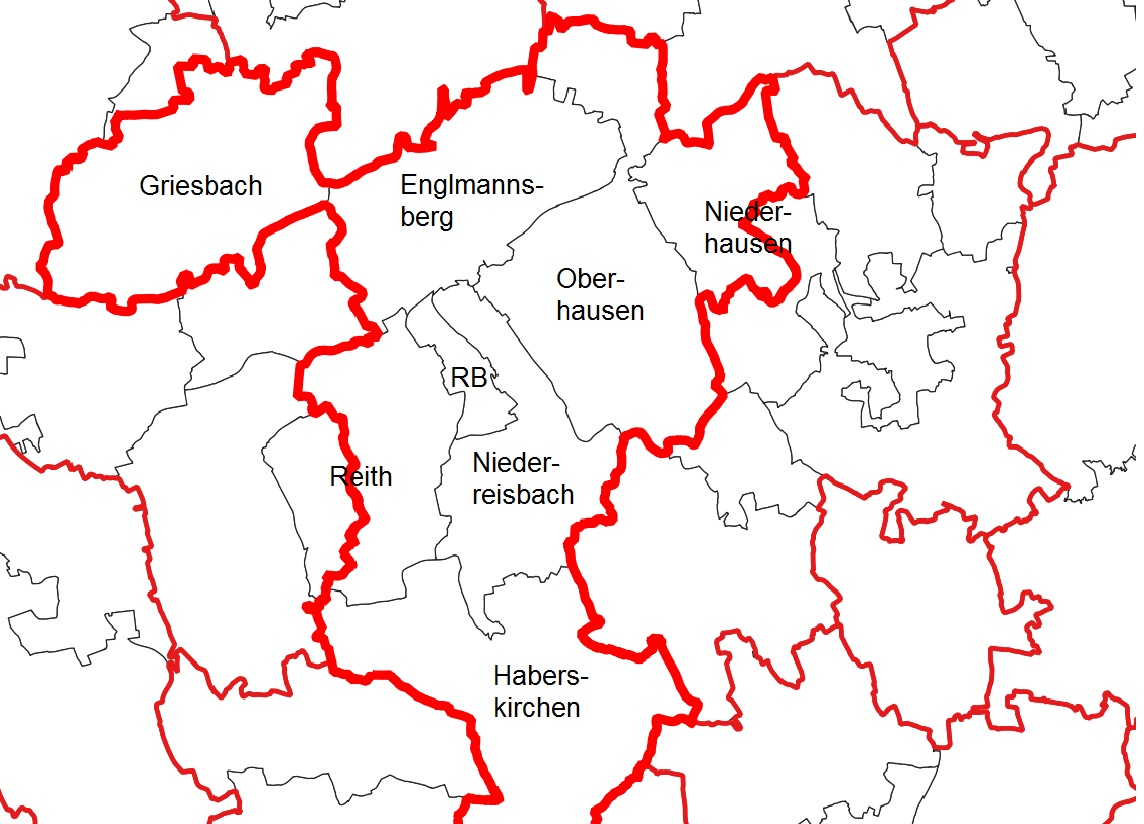
Haberskirchen ist die flächengrößte und südlichste Gemarkung im Gemeindegebiet von Reisbach

Haberskirchen ist ein Ortsteil des Marktes Reisbach im niederbayerischen Landkreis Dingolfing-Landau (Bayern) und die südlichste Gemarkung im Gemeindegebiet.

## Geographie
Das Pfarrdorf befindet sich auf freier Flur, ungefähr 7 Kilometer südlich von Reisbach. Die Gemarkung Haberskirchen liegt vollständig im Gebiet des Marktes Reisbach und hat eine Fläche von 19,34 km². Auf ihr liegen die Reisbacher Gemeindeteile Bachham, Biberg, Breitenloh, Eisenthal, Erlach, Failnbach, Fellbach, Geigenkofen, Griesmais, Haberskirchen, Hochholzen, Höcking, Hub, Lehen, Lindach, Mühlen, Oberstuben, Ötz, Painten, Perastorf, Petzlsdorf, Reisach, Schachten, Scharlach, Siegsdorf, Stieberg, Thann, Unterfailnbach, Unterstuben, Watzendorf und Wildprechting.

## Geschichte
Die katholische Pfarrkirche St. Margaretha ist eine Saalkirche mit eingezogenem Chor und Nordturm, das Langhaus wurde um 1050 begonnen und nach 1130 vollendet. Die Pfarrei war dem Chiemgauer Kloster Baumburg inkorporiert, 1141 bestätigte Papst Innozenz II. die Kirche zu Haberskirchen als Besitz des Klosters.  Die Kirche wurde 1662 baulich verändert. Der Chorbau ist von 1712, der Turmoberbau von 1903. 1803 kam es zur Säkularisation in Bayern, Haberskirchen wurde 1805 königliche Pfarrei.
Von der Gemeindeerhebung durch das bayerische Gemeindeedikt von 1818 bis zum Abschluss der Gebietsreform in Bayern bestand die Gemeinde Haberskirchen. Sie hatte im Jahr 1964 eine Flache von 20,8765 km² und wurde am 1. Mai 1978 nach Reisbach eingemeindet. Bei der Volkszählung 1970 hatte die Gemeinde 741 Einwohner, davon 67 im Pfarrdorf Haberskirchen. Ihre 33 Gemeindeteile waren Bachham, Biberg, Breitenloh, Eisenthal, Erlach, Failnbach, Fellbach, Geigenkofen, Griesmais, Haberskirchen, Hochholzen, Höcking, Hub, Lehen, Lindach, Mühlen, Oberrohrbach, Oberstuben, Ötz, Painten, Perastorf, Petzlsdorf, Reisach, Schachten, Scharlach, Siegsdorf, Stieberg, Thann, Unterfailnbach, Unterstuben, Watzendorf, Wildprechting und Wimpersing.